# 鳩ヶ谷緑町
鳩ヶ谷緑町（はとがやみどりちょう）は、埼玉県川口市の町名。現行行政地名は鳩ヶ谷緑町一丁目および鳩ヶ谷緑町二丁目。住居表示未実施地区。郵便番号は334-0015。

## 地理
川口市の地理的中央部、旧鳩ヶ谷市に位置する。北で辻の新芝川南岸部分、東で南鳩ヶ谷、南で前田、西で芝川を跨いで青木と接する。南から北に鳩ヶ谷緑町一丁目・鳩ヶ谷緑町二丁目が配される。

### 河川
- 芝川

## 歴史

### 沿革
- 1973年（昭和48年）4月17日 - 鳩ヶ谷市大字前田、大字辻と川口市上青木一丁目の各一部から緑一丁目および二丁目が成立。
- 2011年（平成23年）10月11日 - 鳩ヶ谷市が川口市に編入され川口市の町名となる。同時に緑町が既に存在したため鳩ヶ谷緑町一丁目および二丁目と改称される。

## 世帯数と人口
2018年（平成30年）3月1日現在の世帯数と人口は以下の通りである。
| 丁目             | 世帯数  | 人口    |
| ---------------- | ------- | ------- |
| 鳩ヶ谷緑町一丁目 | 281世帯 | 676人   |
| 鳩ヶ谷緑町二丁目 | 690世帯 | 1,392人 |
| 計               | 971世帯 | 2,068人 |

## 小・中学校の学区
市立小・中学校に通う場合、学区（校区）は以下の通りとなる。
| 丁目             | 番地 | 小学校                 | 中学校               |
| ---------------- | ---- | ---------------------- | -------------------- |
| 鳩ヶ谷緑町一丁目 | 全域 | 川口市立南鳩ヶ谷小学校 | 川口市立八幡木中学校 |
| 鳩ヶ谷緑町二丁目 | 全域 | 川口市立南鳩ヶ谷小学校 | 川口市立八幡木中学校 |

## 交通

### 鉄道
町域内に鉄道は敷設されていない。埼玉高速鉄道南鳩ヶ谷駅が東に設置され、利用できる。

### バス
- 国際興業バス

### 道路
- 西川口陸橋通り

## 施設
1丁目
- 区画整理記念館
- 第一公園

2丁目
- 緑町自治会館
- 南第二公園